# Антуан Зегдар
Антуан Зегдар (фр. Antoine Zeghdar) — французький регбіст, олімпійський чемпіон. 
У Топ 14 Зегдар грає в клубі Кастр на позиції центра, раніше грав за Тулон та Ойонну. 
Золоту олімпійську медаль та звання олімпійського чемпіона Зегдар виборов на Паризькій олімпіаді 2024 року
в складі збірної Франції з регбі-7.